# 祝子川温泉
祝子川温泉（ほうりがわおんせん）は、宮崎県延岡市北川町にある温泉。

## 概要
九州山地の急峻な山々に囲まれており、露天風呂から大崩山（日本二百名山）を眺めることが出来る。アクセス道路である県道207号岩戸延岡線と下赤祝子川線は、狭隘路が多く通行規制がかかる場合もあるため注意が必要である。
当温泉より約4kmの地点に、大崩山の上祝子登山口がある。

## 温泉データ

### 内湯・露天風呂
- 泉質：炭酸水素イオン - 重曹泉
- 泉温：33.2℃
- 液性：弱アルカリ性
- 効能：美肌効果、不眠、便秘、ストレス解消など

## アクセス
- 自動車：延岡市中心部より、県道岩戸延岡線を通って約50分。また、下赤地区（国道326号）より林道・下赤祝子川線を通って約30分。
- 宮交バス：延岡駅前バスセンターより「上祝子行き」乗車、終点祝子川温泉にて下車すぐ。約70分。

前述の通り狭隘路を通らなければアクセスできないため、延岡市街と当地を結ぶ路線バスは「キング･オブ･秘境バス」として雑誌に取り上げられたことがある。これを機に本来平日のみの運行のところを日曜日にも運行したり、全区間の運賃を1080円から500円に値下げしたりするなどの活性化が図られるようになり、結果的に当地へのアクセスも幾分改善された。しかし、2022年2月1日をもってこの路線バスは途中の六首までの運行となり、六首以遠祝子川温泉方面は延岡市による予約制乗合タクシーへ移行する。

## 周辺
- 九州山地（祖母傾国定公園）
  - 大崩山
  - 祝子川
  - 祝子ダム
  - 祝子川渓谷
- 宮崎県道207号岩戸延岡線